# Cronaca nera (serie televisiva)
Cronaca nera è una serie televisiva italiana in 6 puntate, andata in onda in prima visione su Rai 2 nel 1998, diretta da Gianluigi Calderone e Ugo Fabrizio Giordani.

## Trama
La serie, seguito del precedente Trenta righe per un delitto, vede ancora una volta protagonista Walter Cherubini, cronista dell'immaginario quotidiano La Provincia, uomo burbero, ma determinato a perseguire la verità a tutti i costi. Di nuovo al suo fianco la giornalista e partner Federica Stanguellini, preziosa alleata che, nello scenario della tranquilla provincia di Parma, aiuterà l’uomo a risolvere ancora una volta efferati casi. 
Un corollario di personaggi ruota intorno ai due: l’ex moglie Susan, il padre Giulio, i colleghi Masetti e "Capoccione", lo stimato vice ispettore Lo Bianco.

## Episodi
| Stagione       | Episodi | Prima TV |
| -------------- | ------- | -------- |
| Prima stagione | 6       | 1998     |